# أليكسا فوكانوفيتش
أليكسا فوكانوفيتش (بالبرتغالية: Aleksa Vukanović‏) هو لاعب كرة قدم صربي في مركز الهجوم، ولد في 18 يونيو 1992 في باتشكا بالانكا في صربيا لعب سابقاً في نادي أم صلال القطري.

## وصلات خارجية
- أليكسا فوكانوفيتش على موقع الاتحاد الأوربي (الإنجليزية)
- أليكسا فوكانوفيتش على موقع قاعدة بيانات كرة القدم.إي يو (الإنجليزية)
- أليكسا فوكانوفيتش على موقع Soccerbase.com (لاعب) (الإنجليزية)
- أليكسا فوكانوفيتش على موقع Soccerway.com (الإنجليزية)
- أليكسا فوكانوفيتش على موقع عالم كرة القدم.نت (الإنجليزية)